# Ашапатов, Алексей Витальевич
Алексе́й Вита́льевич Ашапа́тов (род. 30 октября 1973, Саратов, РСФСР, СССР) — российский спортсмен, четырехкратный паралимпийский чемпион, многократный чемпион и рекордсмен России, Европы и мира по лёгкой атлетике среди спортсменов с поражением опорно-двигательного аппарата (спорт лиц с ПОДА). Входит в основной состав сборной команды России по паралимпийской легкой атлетике, является капитаном сборной.

## Биография

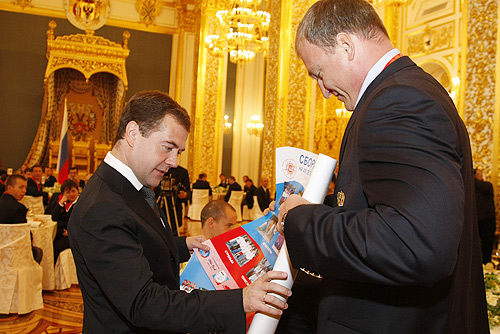
Алексей Ашапатов на встрече с Дмитрием Медведевым

Алексей Ашапатов родился 30 октября 1973 года в Саратове. После службы в армии, которую проходил в Ноябрьске, решил остаться на Севере. Профессионально занимался волейболом мастер спорта России. Играл в волейбольных командах Ноябрьска, Нижневартовска и Сургута: «Торуме» и «ЗСК-Газпром» ,,Самотлор"

## Спорт после травмы
В результате несчастного случая, произошедшего с ним в 2002 году, потерял ногу. Несмотря на это вскоре продолжил занятия спортом. Кроме волейбола серьёзно занимается и другими видами спорта: мастер спорта России международного класса по армрестлингу и заслуженный мастер спорта России по лёгкой атлетике, многократный рекордсмен мира в метании диска и толкании ядра.
В 2008 году на Паралимпийских играх в Пекине завоевал две золотые медали, установив новые мировые рекорды — в толкании ядра (16,03) и метании диска (57,61). На Паралимпийских играх в Лондоне повторил свой успех предыдущих Игр, стал чемпионом как в метании диска, побив собственный мировой рекорд — 60,72, так и в толкании ядра с результатом 16,20.
В 2005 году:
- 1 место и рекорд России в метании диска — чемпионат России по лёгкой атлетике, г. Сочи;
- 1 место и рекорд России в толкании ядра — чемпионат России по лёгкой атлетике, г. Сочи;
- 1 место в метании копья — чемпионат России по лёгкой атлетике, г. Сочи;
- 1 место в толкании ядра — Открытый чемпионат Европы, г. Эспоо (Финляндия);
- 1 место в метании диска — Открытый чемпионат Европы, г. Эспоо (Финляндия).

В 2006 году:
- 1 место в метании диска — чемпионат России по лёгкой атлетике, г. Саратов;
- 1 место и рекорд России в толкании ядра — чемпионат России по лёгкой атлетике, г. Саратов;
- 1 место в толкании ядра — чемпионат мира по лёгкой атлетике, г. Больнеф (Швеция);
- 1 место и рекорд мира в толкании ядра — чемпионат мира по лёгкой атлетике, г. Ассен (Нидерланды).

В 2007 году:
- 1 место и рекорд России в метании диска — чемпионат России по лёгкой атлетике, г. Чебоксары;
- 1 место в толкании ядра — чемпионат России по лёгкой атлетике, г. Чебоксары;
- 1 место в метании диска — Открытый чемпионат Японии.

В 2008 году:
- 1 место и рекорд мира в толкании ядра (16.03 м) — Паралимпийские игры, Пекин;
- 1 место и рекорд мира в метании диска (57,61 м) — Паралимпийские игры, Пекин.

В 2009 году:
- 1 место в метании диска — чемпионат России по легкой атлетике, Чебоксары;
- 1 место в толкании ядра — чемпионат России по легкой атлетике, Чебоксары.

В 2010 году:
- 1 место в метании диска — чемпионат России по легкой атлетике, Чебоксары;
- 1 место в толкании ядра — чемпионат России по легкой атлетике, Чебоксары;
- 1 место в толкании ядра — чемпионат России по легкой атлетике, Краснодар;
- 1 место в толкании ядра — Открытый чемпионат Германии по легкой атлетике;
- 1 место в метании диска — Открытый чемпионат Германии по легкой атлетике.

В 2011 году:
- 1 место в метании диска — Шестые Всемирные игры Международной спортивной Ассоциации колясочников и ампутантов по лёгкой атлетике (IWAS), Шарджэ (ОАЭ);
- 1 место в толкании ядра — Шестые Всемирные игры Международной спортивной Ассоциации колясочников и ампутантов по лёгкой атлетике (IWAS), Шарджэ (ОАЭ).

В 2012 году:
- 1 место в метании диска — 4-й Международный турнир по легкой атлетике, Дубай (ОАЭ);
- 1 место в толкании ядра — 4-й Международный турнир по легкой атлетике, Дубай (ОАЭ);
- 3 место в метании копья — 4-й Международный турнир по легкой атлетике, Дубай (ОАЭ);
- 1 место в толкании ядра — чемпионат Европы по легкой атлетике, Нидерланды;
- 2 место в метании диска — чемпионат Европы по легкой атлетике, Нидерланды;
- 1 место и рекорд мира в толкании ядра (16.20 м) — Паралимпийские игры, Лондон;
- 1 место и рекорд мира в метании диска (60,72 м) — Паралимпийские игры, Лондон;

В 2013 году:
- 1 место в метании диска — Международные соревнования по легкой атлетике, Дубай (ОАЭ);
- 1 место в толкании ядра — Международные соревнования по легкой атлетике, Дубай (ОАЭ);
- 2 место в метании копья — Международные соревнования по легкой атлетике, Дубай (ОАЭ);
- 1 место в метании диска — чемпионат России по лёгкой атлетике, г. Чебоксары;
- 1 место в толкании ядра — чемпионат России по лёгкой атлетике, г. Чебоксары;
- 1 место и рекорд Европы в метании диска — чемпионат мира IPC по легкой атлетике, Лион (Франция);
- 1 место в толкании ядра — чемпионат мира IPC по легкой атлетике, Лион (Франция).

## Тренер
Тренируется под руководством тренера России Валерия Прохорова.

## Знаменосец
На церемониях открытия Паралимпийских игр в Пекине и Паралимпийских игр в Лондоне был знаменосцем сборной России.

## Награды
- Орден Почёта (30 сентября 2008 года) — за большой вклад в развитие физической культуры и спорта, высокие спортивные достижения на XIII Паралимпийских играх 2008 года в Пекине[6].
- Орден Дружбы (10 сентября 2012 года) — за большой вклад в развитие физической культуры и спорта, высокие спортивные достижения на XIV Паралимпийских летних играх 2012 года в городе Лондоне (Великобритания)[7].